# Степанова, Алёна Андреевна
Алёна Андре́евна Степа́нова — советский и российский математик, специалист по теории моделей, доктор физико-математических наук, профессор, представитель сибирской школы алгебры и логики. Число Эрдёша — 4.
Окончила математический факультет Дальневосточного государственного университета в 1978 году. В 1988 году в Институте математики СО АН под руководством Евгения Палютина защитила кандидатскую диссертацию «Категоричные и полные хорновы теории группоидов». Докторская диссертация (2003) — «Теоретико-модельные свойства полигонов». По состоянию на 2023 год — профессор Института математики и компьютерных технологий Дальневосточного федерального университета.
Описала полугруппы, порождающие {\displaystyle \omega _{1}}-категоричные хорновы классы, доказала гипотезу Мустафина — Пуаза, также дала полное описание коммутативных моноидов, над которыми все полигоны имеют ω-стабильную теорию.

## Избранная библиография
- А. А. Степанова, «Категоричные квазимногообразия абелевых группоидов и квазигрупп», Сиб. матем. журн., 25:4 (1984), 174—178
- А. А. Степанова, «Группоиды ранга 2, порождающие категоричные хорновы классы», Алгебра и логика, 23:2 (1984), 193—207
- А. А. Степанова, «Полугруппы, порождающие категоричные хорновы классы», Матем. заметки, 38:2 (1985), 317—324
- А. А. Степанова, «Аксиоматизируемость и полнота некоторых классов S-полигонов», Алгебра и логика, 30:5 (1991), 583—594
- А. А. Степанова, «Аксиоматизируемость и модельная полнота класса регулярных полигонов», Сиб. матем. журн., 35:1 (1994), 181—193
- А. А. Степанова, «Моноиды, все полигоны над которыми ω-стабильны (доказательство гипотезы Мустафина — Пуаза)», Алгебра и логика, 41:2 (2002), 223—227
- А. А. Степанова, Д. О. Птахов, «P-стабильные полигоны», Алгебра и логика, 56:4 (2017), 486—505
- А. А. Степанова, Е. Е. Скурихин, А. Г. Сухонос, «Категории пространств Чу над категорией полигонов», Сиб. электрон. матем. изв., 14 (2017), 1220—1237
- Е. Л. Ефремов, А. А. Степанова, «Аксиоматизируемость класса слабо инъективных полигонов», Сиб. матем. журн., 58:4 (2017), 785—795